# Arthur Balfour
Arthur James Balfour, 1:e earl av Balfour, född 25 juli 1848, död 19 mars 1930, var en brittisk politiker och den trettiotredje premiärministern i Storbritannien.

## Uppväxt och tidig karriär
Arthur Balfour föddes i Whittingehame i East Lothian i Skottland och var äldste son till James Maitland Balfour och lady Blanche Gascoyne Cecil, dotter till James Gascoyne-Cecil, 2:e markis av Salisbury. Arthur Balfour fick sin utbildning vid Eton och Trinity College, Cambridge. 
År 1874 blev han parlamentsledamot för det konservativa partiet som representant för valkretsen Hertford, som han fortsatte representera till 1885. Våren 1878 blev Balfour privatsekreterare till sin morbror Lord Salisbury och han medföljde Salisbury till Berlinkongressen, där han fick sin första erfarenhet av internationell politik i samband med att konflikten mellan Ryssland och Osmanska riket löstes. Vid samma tid blev han känd i den litterära världen, då hans Defence of Philosophic Doubt (1879) hade en intellektuell subtilitet och litterär kapacitet som antydde att han kunde göra sig bemärkt som filosofisk författare. 
Balfour delade sin tid mellan det politiska livet och skrivandet. Då han lösgjorts från sina plikter som privatsekreterare av valet 1880 började han ta mer aktiv del i parlamentsarbetet. Han var ett tag politiskt förbunden med lord Randolph Churchill, sir Henry Drummond Wolff och John Gorst och denna grupp av fyra blev känd som "det fjärde partiet", som väckte uppseende genom den fria kritik som ledaren Churchill riktade mot sir Stafford Northcote, lord Cross och andra framträdande medlemmar av "det gamla gänget". Balfour ansågs då ägna sig åt politik endast för att roa sig och underhuset tog inte så allvarligt på honom, utan såg honom som en ung man ur överklassen som var i parlamentet för att det förväntades av honom.

## I lord Salisburys regeringar
Lord Salisbury tyckte annorlunda och utnämnde Balfour till "kommunminister" (President of the Local Government Board) (1885–1886) och senare minister för Skottland (1886) med säte i kabinettet. Dessa poster blev ett slags lärlingsplatser för Balfour. I början av 1887 avgick sir Michael Hicks-Beach, ministern för Irland (Chief Secretary for Ireland) av hälsoskäl och Salisbury utnämnde Balfour till hans efterträdare. Valet överraskade den politiska världen och kritiserades mycket, vilket möjligen är ursprunget till det brittiska uttrycket "Bob's your uncle!" Balfour överraskade sina kritiker med sin hänsynslösa tillämpning av brottslagen och fick därför öknamnet "Bloody Balfour."  Detta tillsammans med hans stadiga handhavande gjorde att Balfour avlivade sitt rykte om att vara lättviktig. 
Han slog ner Plan of Campaign på Irland och bekämpade de irländska nationalisterna i parlamentet.  Avslöjandena inför Parnell-kommissionen, skilsmässoprocessen mot kapten O'Shea som ledde till Charles Stewart Parnells fall och det irländska parlamentspartiets delning hjälpte honom att hantera det kritiska läget på Irland. Han vidgade basen för det materiella välståndet och sociala framsteg genom att inrätta Congested Districts Board 1890. Under perioden 1886 till 1892 utvecklade han retoriska talanger som gjorde honom till en av de skickligaste offentliga talarna. Han imponerade mer genom talets innehåll än dess utförande och höjde sig sällan till samma nivåer av vältalighet som Bright och Gladstone hade, men hans tal var logiska och övertygande och nådde en större publik. 
När W.H. Smith avlidit 1891 blev han First Lord of the Treasury och ledare för underhuset. Efter att regeringen fallit 1892 var han de konservativas oppositionsledare i underhuset under tre år(lord Salisbury var de konservativas oppositionsledare i överhuset).  När de konservativa återkom till makten 1895 återtog han posten som underhusledare, men först inte framgångsrikt, då hans hantering av de misslyckade utbildningsförslagen 1896 ansågs visa en ovilja mot det mödosamma parlamentsarbetet. Efter den första tiden gick sakerna smidigare, och Balfour återfick sitt forna rykte. Han hade tillfredsställelsen att se ett lagförslag om förbättrat lokalt styre på Irland godkännas i parlamentet, och deltog aktivt i debatterna om de olika utrikes- och inrikespolitiska frågorna som behandlades i parlamentet 1895 till 1900. 
Under lord Salisburys sjukdom 1898 och senare när lord Salisbury var utomlands skötte Balfour utrikespolitiken, och det var hans uppgift att föra de viktiga förhandlingarna med Ryssland om järnvägar i norra Kina. Han var den kabinettsmedlem som hade ansvaret för Transvaalförhandlingarna 1899 och när kriget bröt ut var han den förste som förespråkade att landet skulle sätta in hela sin militära kraft. Hans ledarskap för underhuset kännetecknades av stränghet i undertryckandet av obstruktion, men han ådrog sig ändå en smärre återkomst av den kritik han utsatts för 1896. Balfours oförmåga att få maximalt arbete utfört av underhuset berodde till stor del på situationen i Sydafrika, som slukade parlamentets och landets intellektuella energi.

## Balfour som premiärminister
Då lord Salisbury avgick den 11 juli 1902 efterträdde Balfour honom som premiärminister med stöd från alla delar av unionisterna. Han tillträdde ungefär samtidigt som kung Edvard VII kröntes och andra boerkriget avslutades. Ett tag syntes inte ett moln på himlen och liberalerna var fortfarande splittrade av sin hållning i kriget. De två viktigaste punkterna i regeringens program var utvidgning av den nya utbildningslagen så att den täckte London och lagen om uppköp av jord på Irland, som skulle möjliggöra för regeringen att tillskjuta kapital för att irländarna skulle kunna köpa ut jordägarna. Budgeten såg dessutom ut att få överskott och skatterna kunde sänkas. Som det visade sig skulle budgeten istället bli en källa till oenighet, frambringa en ny politisk rörelse och bli en fråga som dominerade hela parlamentsarbetet. Ritchies sänkning av importavgiften för spannmål fick Joseph Chamberlain att påbörja sin kampanj för tullreform och kolonipreferens, och under parlamentsperiodens gång ökade sprickan bland unionisterna.  
Debatten om imperiepreferens  och den påföljande delningen av den konservativa-unionistiska gruppen dominerade de tre år då Balfour var premiärminister.  Balfour avgick så småningom i december 1905, och de konservativa besegrades med stor marginal av liberalerna i valet 1906. Balfour själv förlorade sin parlamentsplats (men blev snart invald för en annan valkrets). En betydelsefull bedrift under hans regeringstid var upprättandet av kommittén för imperieförsvar (Committee on Imperial Defence).

## Senare karriär
Efter misslyckandet 1905 kvarstod Balfour som partiledare och fattade det kontroversiella beslutet, tillsammans med  lord Lansdowne, att använda det kraftigt unionistdominerade överhuset som motvikt mot liberalerna. Många försök att införa reformlagar stoppades eller förändrades kraftigt från 1906 till 1909, vilket fick den liberale politikern David Lloyd George att fälla omdömet att överhuset blivit "inte författningens vakthund, utan Mr. Balfours pudel."  Frågan forcerades slutligen av liberalerna genom Lloyd Georges berömda "folkets budget" (People's Budget), som tvingade fram en författningskris som ledde till den parlamentsreform 1911 som avskaffade överhusets absoluta vetorätt som ersattes med ett suspensivt veto. Efter denna kris avgick den uttröttade Balfour som partiledare och efterträddes av Andrew Bonar Law.
Han förblev emellertid en viktig person inom partiet och när de konservativa anslöt sig till Asquiths koalitionsregering i maj 1915 efterträdde Balfour Winston Churchill som marinminister (First Lord of the Admiralty). När Asquiths regering kollapsade i december 1916 blev Balfour utrikesminister i Lloyd Georges nya krigskabinett. Balfours tid som utrikesminister är mest känd för Balfourdeklarationen (1917), ett brev till lord Rothschild där han utlovar ett nationellt hemland för judarna i Palestina. 
Anledningen till själva Balfourdeklarationen uppkom indirekt av Englands behov av aceton under 1:a Världskriget. I England arbetade den från Vitryssland ditflyttade judiske kemisten, Chaim Weizmann (med en stor gul Davidsstjärna på den vita rocken) 1915 på den kemiska fakulteten vid universitetet i Manchester. Genom världsledande kunskap om fermenteringsteknik, som då var en ny teknik för framställning av aceton genom användning av bakterier, kunde korditsträngar tillverkas för artillerigranater som var ett skriande behov för England under kriget. Aceton löste upp de högexplosiva ämnena nitrocellulosa och nitroglycerin, blandades dessa i en bunke och rördes om uppstod direkt en explosion, så att de kunde torkas i strängar och laddas i granathylsor som drivmedel till själva granatkroppen.
Helt frankt stövlade Arthur Balfour in i Chaims labb och lade beslag på verksamheten för England i enlighet med Munitions War Act 1915 och sade bland annat "....från och med nu jobbar ni dag och natt för kronans räkning.". Därefter lovades Chaim betalning i efterskott när krigets vunnits. Men till detta lovade han följande: "Låt mig säga så här, doktor Weizmann. Sköter ni er och levererar acetonet kan vi producera mer kordit, vilket innebär mer ammunition vilket i sin tur innebär att vi besegrar såväl tyskar som turkar och kan befria Palestina. Doktor Weizmann, bara ni hjälper England att segra skall ni få ert land. Det ska jag se till. För min del får ni gärna bli president där borta. Om ni vill kan jag skriva en deklaration om saken.". Weizmann svarade ja till erbjudandet och Arthur Balfour höll sitt löfte.
Balfour avgick som utrikesminister efter Versailleskonferensen 1919, men var kvar i regeringen som lordpresident (Lord President of the Council) till 1922, då han tillsammans med större delen av den konservativa partiledningen avgick med resten av Lloyd Georges koalitionsregering på grund av den revolt i det konservativa partiet som kom att föra Bonar Law till makten. 
1922 adlades Balfour som viscount Traprain och earl av Balfour och 1925 ingick han åter i kabinettet som lordpresident i Stanley Baldwins andra regering. Balfour dog 1930. Hans yngre bror Gerald Balfour efterträdde honom som 2:e earl av Balfour.

## Skrifter och hedersposter
Balfours skrifter omfattar, förutom de redan nämnda, Essays and Addresses (1893) och The Foundations of Belief, being Notes introductory to the Study of Theology (1895). Han blev jur dr vid Edinburgh University 1881, vid St Andrews University 1885, vid Cambridge University 1888, Dublins and Glasgows universitet  1891, lord rector vid St Andrews University 1886, vid Glasgow University in 1890, kansler vid Edinburgh University 1891, medlem av senaten vid London University 1888 och DCL vid Oxford University 1891. Han var ordförande för British Association  1904 och blev medlem av Royal Society 1888. Han var från tidiga år känd som förfinad musiker och blev en entusiastisk golfspelare och kapten för the Royal and Ancient Golf Club of St Andrews 1894-1895.